# 山形市
38°15′19.5″N 140°20′22.6″E / 38.255417°N 140.339611°E
山形市（日语：／ Yamagata shi */?）是位於日本山形縣中部偏東的一個都市，是山形縣的縣廳所在地及縣內人口最多的都市，也是管轄村山地方的村山綜合支廳辦公室的所在地。山形市是山形都市圈的中心城市，自2019年4月1日起被分類為中核市。當地自最上氏在此修築山形城之後發展為一大城下町。江戶時代時由於藩主頻繁變更，山形城下町的規模縮小，但町人町卻得到發展，使得城市整體仍得以保持一定規模。廢藩置縣後，山形市成為山形縣廳的所在地，和山形縣內其他城市的規模差距也拉大。由於當地前往東北地方最大城市仙台市的交通十分便利，因此近年亦逐漸開始有仙台市衛星城市的色彩。

## 歷史

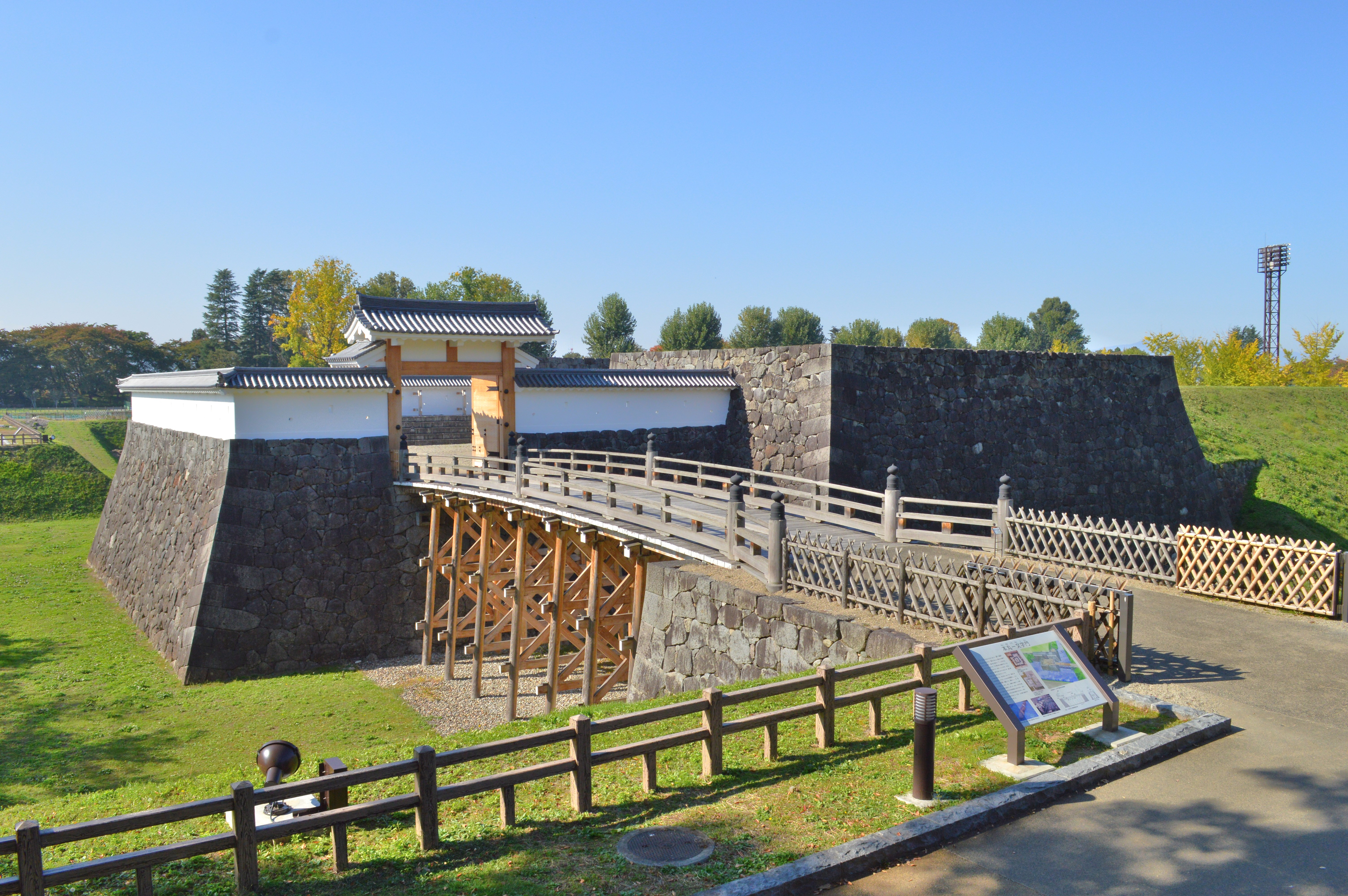
山形城

山形市歷史悠久，市內曾發現古墳時代的遺跡（嶋遺跡）。日本實施律令制之後，山形市地區屬於最上郡。在平安時代初期的文獻《和名類聚抄》中記載有在今山形市南側有「山方鄉」（「山方」和「山形」同音），此為「山形」地名的由來。平安時代時，山形市轄區大部分地區屬於皇室領莊園大山莊。在平安時代末期，山形名為最上，是出羽路上的主要宿場之一。進入鎌倉時代後，關東武士團開始成為山形縣各地的統治者。這些武士團在之後以地名為勢力名稱，開始本地化。
室町時代中期，斯波兼賴攻入村山地方，並之後改以「最上」為姓，包括山形市在內的村山地方直到江戶時代初期都是最上氏的勢力範圍。最上氏第11代當主最上義光以山形為據點統一了最上和村山地區，並且修築了山形城及城下町，確立了今日山形的城市格局。關原之戰後，最上氏的石高一度達57萬石，山形也因此得到發展:382。然而1622年（元和8年）之後，最上家因內訌頻繁而被轉封，此後山形城領主頻繁變更，石高也被大幅削減，城市陷入蕭條。18世紀時山形城的武家屋敷已被拆除改為農地。幕末時期，山形城本丸內甚至都沒有建築:383。與城下町相對的是，七日町、十日町等町人町則因紅花貿易而日益繁榮，成為東北地方前列的商業城市。這一城下町荒廢的同時町人町卻日益發展的情況在江戶時代十分罕見:383。

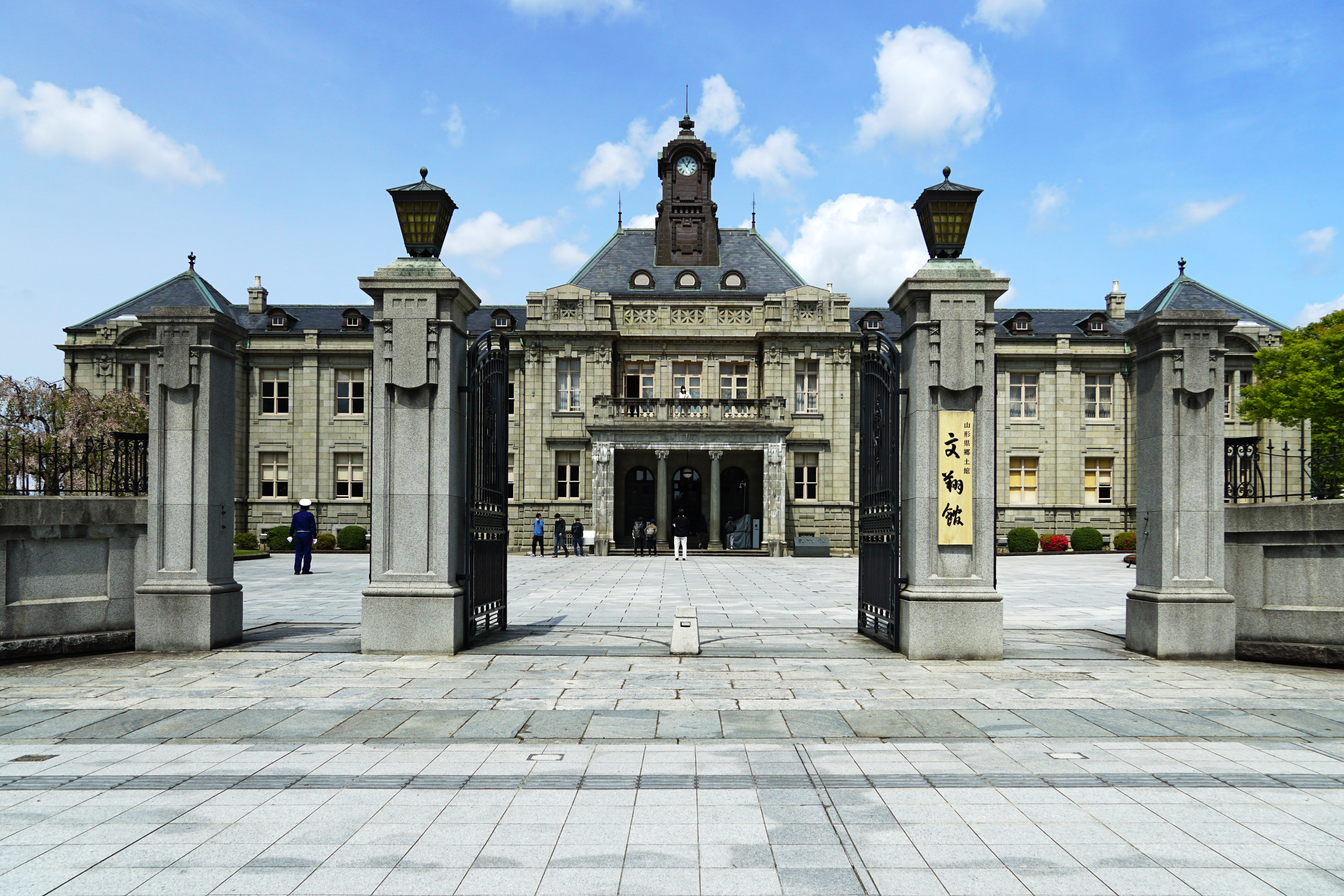
舊山形縣廳舍

廢藩置縣之後，山形成為山形縣的所在地。和許多舊城下町利用城郭土地興建政府設施相對，山形縣將縣廳等政府機構和公共設施修建在新市區，舊城下町的格局因此並未發生大幅改變:383。1889年，山形正式設市，成為日本首批「市」之一:107。1894年，山形市發生大火，造成超過1,000戶住宅被燒毀:383。1901年，隨著奧羽本線通車，山形市進入鐵路時代，山形站設在山形城附近。加上這一時期日本陸軍陸軍步兵三十二連隊入駐山形城，使得山形城附近地區得到開發，發展為山形市的交通中心:384。1911年，山形市再次發生大火，市役所和縣廳等政府機構在這次大火中被燒毀:383。1915年，重建的山形縣廳舍竣工，即現在的文翔館。1929年，山形市開始實施土地區劃整理事業，是較早實施土地區劃整理事業的城市，建成區加速擴大。山形市轄區範圍亦在1931年和1943年兩次擴大。在第二次世界大戰中，山形市是日本少數未遭到空襲的縣廳所在地城市。
二戰之後，山形市在1954年進行了大規模合併，市轄區面積擴大了近20倍。1960年代土地區劃整理事業加速實施之後，更加快了山形市市區擴張的速度:384。1968年，山形市制定了山形市都市開發基本計劃:385。1975年山形縣廳自市中心搬遷至市區東部之後，更加快了山形市近郊地區的開發:386。1992年山形新幹線開業，使得山形市和東京之間的陸路交通有所改善。山形市原本以南北方向的街道為主。但在1990年代之後，山形市在山形站附近地區進行大規模開發（代表工程是霞城Cenral），並興建東西方向的道路，以促進市區活性化:114。2001年，山形市成為特例市；2019年4月1日，山形市再升格為中核市。

## 地理

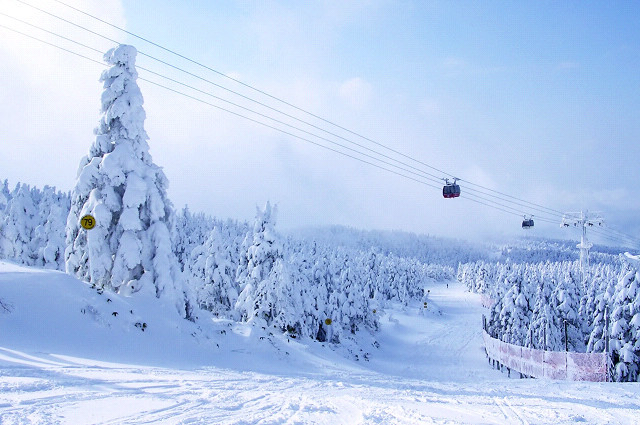
山形藏王溫泉滑雪場的霧凇原

山形市位於山形盆地南部，市中心地區則位於馬見崎川沖積形成的沖積扇上。馬見崎川在歷史上多次發生洪水，給當地民眾造成很大危害。自江戶時代開始，馬見崎川的治水就成為當地的一大議題。在江戶時代，雖歷代藩主均曾治理馬見崎川，但因藩主頻繁變更，導致洪水仍然頻發:112。1890年，山形市政府修建大堤，其費用是當時山形市年財政收入的約4倍:112。1913年洪水之後，山形市對馬見崎川河床進行疏浚，並興建二重堤壩，此後馬見崎川不再氾濫:112。山形市東部的藏王連峰屬於奥羽山脈，也是山形縣和宮城縣的縣界。藏王連峰也是日本少數可以觀測到霧凇景觀的地區。轄區西南部的白鷹丘陵是村山地方和置賜地方的分界線。當地除了馬見崎川之外還有須川等河流，均為最上川的支流。

### 氣候
由於山形市位於盆地之中，因此呈現內陸性氣候的特徵，冬夏溫差較為明顯。當地在夏季是東北地方最為炎熱的地區之一，常有最高氣溫超過35℃的情況出現。但由於一日之內氣溫變化明顯，因此夜間和早晨氣溫較為涼爽。而冬季的山形市氣候寒冷，亦不乏降雪天氣出現，但由於出羽山地遮擋住了在日本海發生的雪雲，使得山形市是山形縣內降雪量較少的地區。當地的氣候觀測點被日本氣象廳選為日本平均氣溫和降水量的觀測地點之一。1933年7月25日，山形測候所記錄下40.8℃的最高氣溫紀錄。直到2007年埼玉縣熊谷市和岐阜縣多治見市記錄下40.9℃的氣溫為止，該紀錄是日本最高氣溫紀錄。
| 山形市              | 山形市       | 山形市       | 山形市      | 山形市      | 山形市      | 山形市       | 山形市       | 山形市       | 山形市       | 山形市      | 山形市      | 山形市      | 山形市        |
| 月份                | 1月          | 2月          | 3月         | 4月         | 5月         | 6月          | 7月          | 8月          | 9月          | 10月        | 11月        | 12月        | 全年          |
| ------------------- | ------------ | ------------ | ----------- | ----------- | ----------- | ------------ | ------------ | ------------ | ------------ | ----------- | ----------- | ----------- | ------------- |
| 历史最高温 °C（°F） | 18.1 (64.6)  | 17.3 (63.1)  | 23.7 (74.7) | 33.3 (91.9) | 34.1 (93.4) | 37.5 (99.5)  | 40.8 (105.4) | 39.0 (102.2) | 36.1 (97.0)  | 32.3 (90.1) | 26.9 (80.4) | 20.1 (68.2) | 40.8 (105.4)  |
| 平均高温 °C（°F）   | 3.1 (37.6)   | 4.0 (39.2)   | 8.4 (47.1)  | 16.2 (61.2) | 22.0 (71.6) | 25.4 (77.7)  | 28.4 (83.1)  | 30.4 (86.7)  | 25.2 (77.4)  | 19.0 (66.2) | 12.2 (54.0) | 6.4 (43.5)  | 16.7 (62.1)   |
| 日均气温 °C（°F）   | −0.4 (31.3)  | 0.1 (32.2)   | 3.5 (38.3)  | 10.1 (50.2) | 15.7 (60.3) | 19.8 (67.6)  | 23.3 (73.9)  | 24.9 (76.8)  | 20.1 (68.2)  | 13.6 (56.5) | 7.4 (45.3)  | 2.6 (36.7)  | 11.7 (53.1)   |
| 平均低温 °C（°F）   | −3.4 (25.9)  | −3.3 (26.1)  | −0.7 (30.7) | 4.5 (40.1)  | 10.1 (50.2) | 15.2 (59.4)  | 19.4 (66.9)  | 20.7 (69.3)  | 16.2 (61.2)  | 9.2 (48.6)  | 3.2 (37.8)  | −0.7 (30.7) | 7.5 (45.5)    |
| 历史最低温 °C（°F） | −20.0 (−4.0) | −19.0 (−2.2) | −15.5 (4.1) | −7.3 (18.9) | −1.8 (28.8) | 3.0 (37.4)   | 6.7 (44.1)   | 8.4 (47.1)   | 3.0 (37.4)   | −2.4 (27.7) | −7.2 (19.0) | −15.0 (5.0) | −20.0 (−4.0)  |
| 平均降水量 mm（）   | 83.0 (3.27)  | 62.7 (2.47)  | 68.6 (2.70) | 68.4 (2.69) | 75.4 (2.97) | 110.5 (4.35) | 157.0 (6.18) | 150.8 (5.94) | 127.2 (5.01) | 92.4 (3.64) | 84.5 (3.33) | 82.7 (3.26) | 1,163 (45.79) |
| 平均降雪量 cm（）   | 148 (58)     | 125 (49)     | 57 (22)     | 3 (1.2)     | 0 (0)       | 0 (0)        | 0 (0)        | 0 (0)        | 0 (0)        | 0 (0)       | 10 (3.9)    | 77 (30)     | 426 (168)     |
| 平均降雪天数        | 26.6         | 22.2         | 16.5        | 2.5         | 0.0         | 0.0          | 0.0          | 0.0          | 0.0          | 0           | 4.2         | 18.5        | 90.6          |
| 平均相對濕度（％）  | 81           | 77           | 69          | 62          | 65          | 72           | 77           | 75           | 77           | 77          | 78          | 80          | 74            |
| 月均日照時數        | 84.8         | 98.9         | 140.3       | 176.1       | 191.5       | 158.8        | 143.7        | 178.4        | 128.7        | 132.1       | 99.2        | 80.7        | 1,613.3       |
| 来源：              |              |              |             |             |             |              |              |              |              |             |             |             |               |

## 人口
1889年設市時，山形市有人口2.48萬人:107。1897年時，山形市人口超過米澤市，成為山形縣內人口最多的城市:383。1920年日本首次人口普查時，山形市有人口48,399人。此後隨著都市發展和轄區範圍，山形市人口持續增加，在1950年人口普查時超過10萬人大關。1970年人口普查時，山形市人口突破20萬大關。1980年代之後，由於人口高齡化、少子化，山形市人口增長趨緩。2005年時，山形市人口達到峰值256,012人，此後開始減少。2017年6月1日，山形市有人口252,317人。2012年，山形市的總和生育率有1.38，低於日本平均值（1.41）和山形縣平均值（1.44）。

## 政治
山形市和上山市、天童市、山邊町、中山町在日本眾議院選舉中屬於山形縣第1區。山形1區是自民黨較強的選區，自2003年開始，除了2009年第45屆日本眾議院議員總選舉之外，歷次選舉都是自民黨的遠藤利明獲勝。
山形市現任市長是佐藤孝弘，他在2011年就曾參加市長選舉但未當選，隨後在2015年首次當選，現時則為他的第三任期。山形市議會現在共有33名議員，其中新翔會是最大會派，有13名議員。山形縣議會中，山形市共有9名議員。

## 經濟

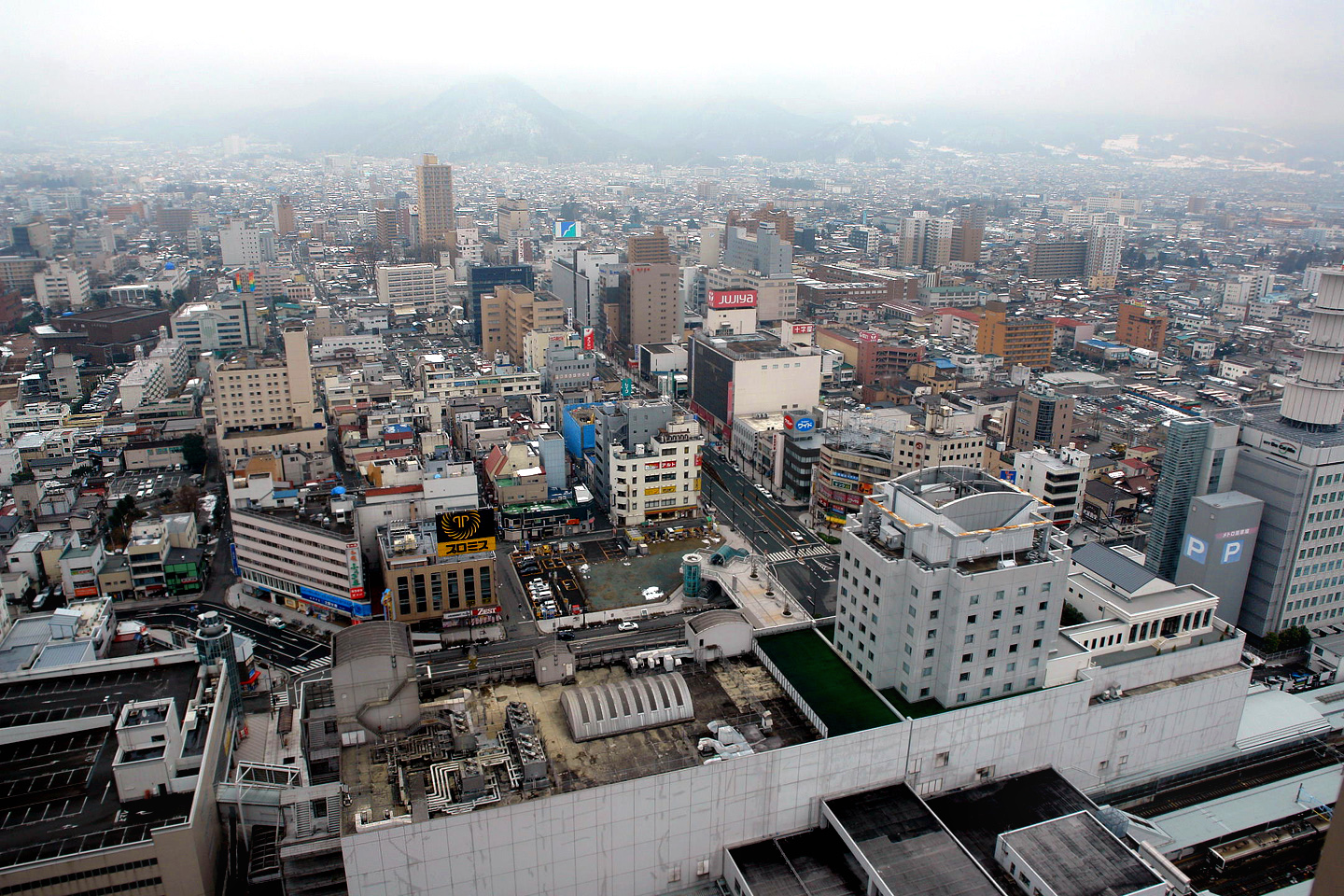
山形市中心城區

2014年度，山形市市內生產總值有9,166億日元，佔山形縣縣內生產總值的約四分之一。人均市民所得有300.5萬日元。山形市耕地面積有5,200公頃，農業就業人口有3,634人。2015年，山形市的農業生產額有113.7億日元，其中以果實類的比例最多，其次是稻米類和蔬菜類。山形縣有「果樹王國」之稱，山形市的主要水果產品有櫻桃、法蘭西梨、葡萄等。山形市的主要蔬菜產品有食用菊花、菠菜、南瓜等。
山形市自平安時代後期開始就生產山形鋳物等工藝品，製造業歷史悠久。2014年度，山形市製造品生產額達2043.43億日元，佔山形縣總量的7.8%。山形市的製造業企業數和從業者數雖然位居縣內前列，但製造品生產僅位居第五位（僅次於米澤市、東根市、酒田市、鶴岡市）。總部位於山形市的銀行有山形銀行和輝煌銀行。山形市在城下町蕭條之後憑藉紅花貿易而得以維持城市規模，是山形縣的商業中心。山形市集中了山形縣約半數的批發業銷售額和約四分之一的零售業銷售額。但另一方面，山形市中心地區的商業面臨市民外流郊外大型購物中心和仙台市購物的局面，出現嚴重的空洞化問題。

## 文化教育

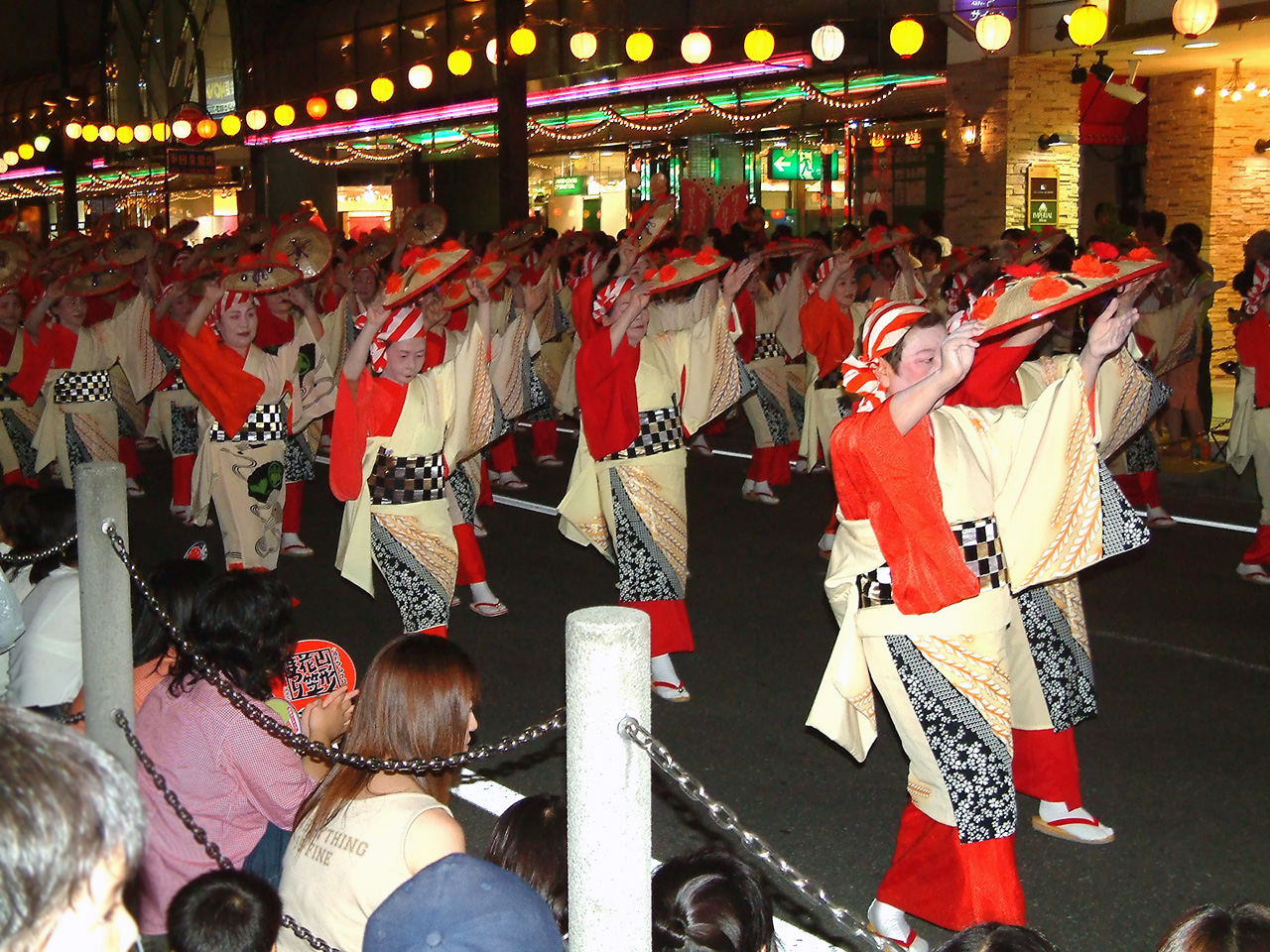
山形花笠祭

山形市使用的方言是村山方言，屬於東北方言的南奧羽方言，是典型的（不分）:15-21。每年8月5日舉辦的山形花笠祭是山形市最大的節慶活動，於1963年開始舉行。現在山形花笠祭已成為和仙台七夕祭、青森睡魔祭、秋田竿燈並列的東北四大祭之一。芋煮是山形市最著名的鄉土料理之一。山形市每年均舉辦日本規模最大的芋煮會，使用的大鍋直徑達6米。
山形新聞總部位於山形市，是山形縣的地方報紙，日發行量約20萬份。山形市內的電視台有NHK山形放送局、NNN系列的山形放送、ANN的山形電視台、JNN的TVU山形、FNN的櫻桃電視台。以山形市為主場的職業體育俱樂部有參加日本職業足球乙級聯賽的山形山神。
山形大學設於1949年，是山形縣唯一的國立大學，其中人文社會科學院、地域教育文化學院、理學院所在的小白川校區及醫學院所在的飯田校區位於山形市。山形市還有山形縣立保健醫療大學一所公立大學，东北艺术工科大学、東北文教大學兩所私立大學。

## 交通

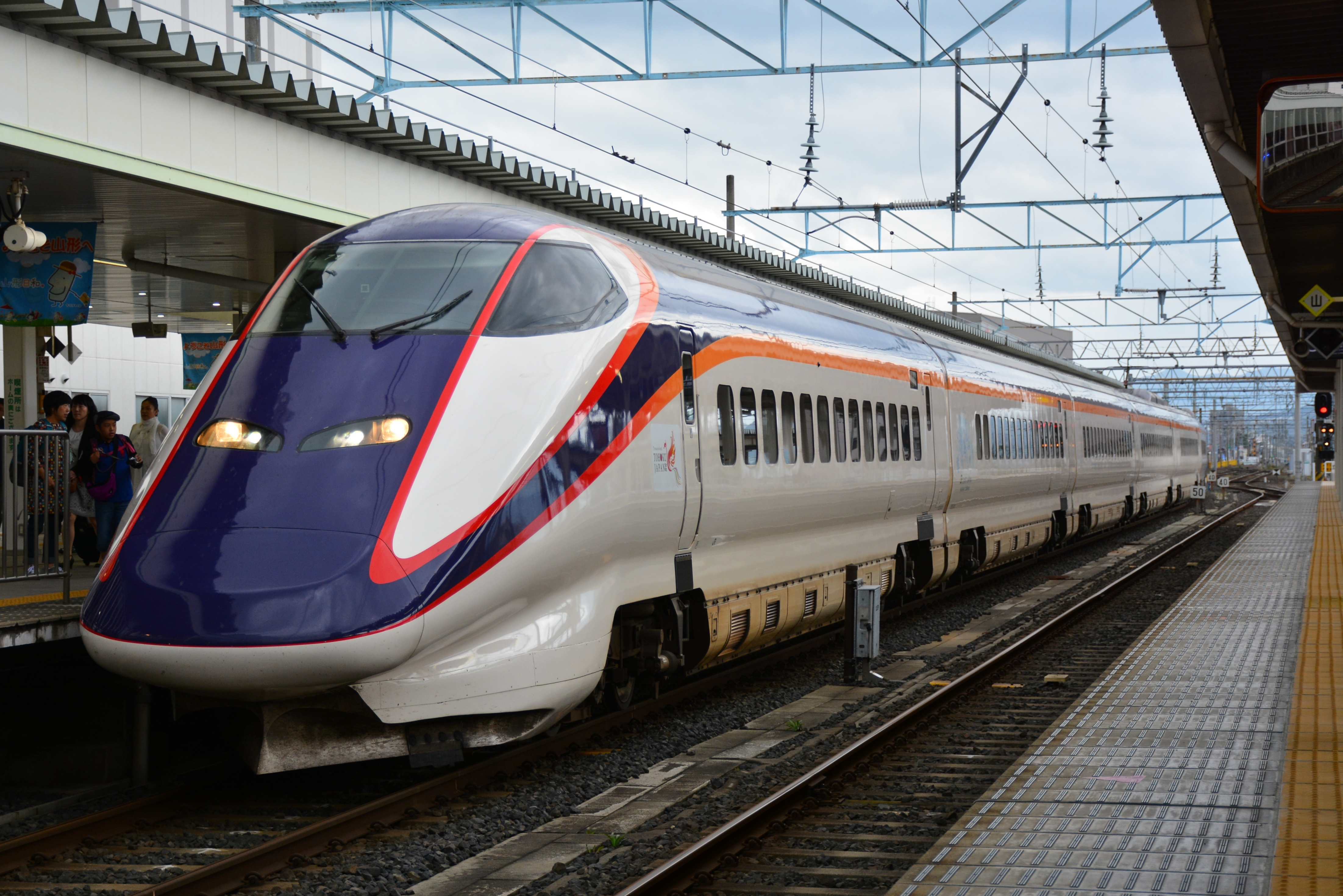
山形新幹線列車

山形市內的鐵路由東日本旅客鐵道運營。市內有奧羽本線中福島站至新庄站部分的山形線、連接山形站和左澤站的左澤線、連接山形市羽前千歲站和仙台市仙台站的仙山線，合共三條在來線；以及山形新幹線一條迷你新幹線。2010年度，山形市內鐵路交通乘客數達508萬人次。山形站是山形市鐵路交通的中心，2015年度日均客流量有1.07萬人次，佔山形市鐵路總客流量約八成。
途徑山形市轄區的高速公路有山形自動車道和東北中央自動車道。山形市內的巴士線路及前往本州各主要城市之間的高速巴士大多由山交巴士運營。仙台和山形之間的高速巴士行駛時間只需約1小時且日車次數約80次，使得仙台和山形之間的交通十分便利，但這也是導致山形市民外流仙台購物的重要原因之一。山形商工會議所在2011年開通了100日元環形巴士，以促進山形市中心地區活性化。山形市轄區內並沒有機場，距山形市最近的機場是位於東根市的山形機場。

## 觀光

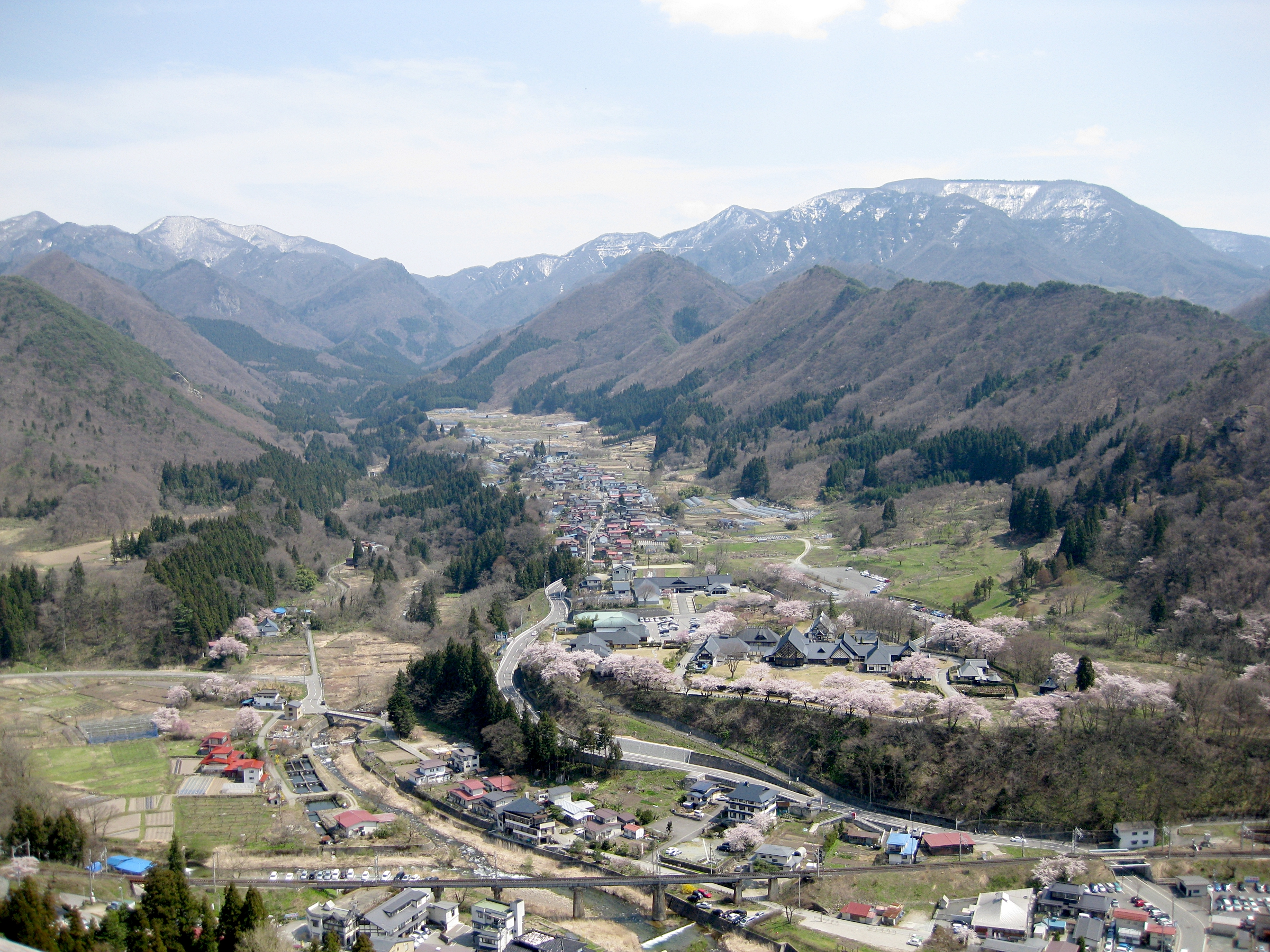
自立石寺看到的景色

山形市中心地區內主要觀光景點有日本100名城之一的山形城、舊山形縣廳文翔館等地。位於山形市郊外的立石寺又名山寺，已有超過1,150年的歷史。寺院的大多數建在山上，風景獨特，松尾芭蕉亦曾到訪並留下俳句。立石寺的根本中堂是日本最古老的現存橅木建築，也是重要文化財，具高度文物價值。
位於山形、宮城兩縣交界處的藏王連峰屬於藏王國定公園，以火山地形著稱。山形藏王溫泉滑雪場是日本面積最大的滑雪場，擁有多條面向不同遊客的滑道。藏王溫泉的泉水呈乳白色，是強酸性的硫磺泉，具有促進血液循環和美膚的效果，是東北地方最大的溫泉度假地之一。

## 友好、姐妹城市
山形市和以下日本城市是友好城市：
| 城市   | 都縣   | 締結日期 |
| ------ | ------ | -------- |
| 大島町 | 東京都 | 1978年   |
| 加美町 | 宮城縣 | 1989年   |

山形市和以下外國城市是友好姊妹城市：
| 國家           | 城市                       | 締結日期      |
| -------------- | -------------------------- | ------------- |
| 奥地利         | 基茨比厄爾（蒂羅爾州）     | 1963年2月17日 |
|                | 天鵝山（維多利亞州）       | 1980年8月6日  |
| 中华人民共和国 | 吉林市（吉林省）           | 1983年4月21日 |
| 俄羅斯         | 烏蘭烏德（布里亞特共和國） | 1991年2月16日 |
| 美国           | 博爾德（科羅拉多州）       | 1994年4月22日 |
| 中華民國       | 臺南市                     | 2017年12月6日 |

## 註释
1. ↑  原本和中新田町（日语：中新田町）是友好城市。後中新田町因市町村合併，新設加美町而由加美町繼承友好城市關係。

## 外部連結
- 山形市 （页面存档备份，存于）
- 山形市觀光協會 （页面存档备份，存于）